# John Cho
John Cho (Seúl, Corea del Sur, 16 de junio de 1972) es un actor surcoreano nacionalizado estadounidense, conocido por su papel como el agente Demetri Noh en FlashForward y, sobre todo, por su participación en las películas de la saga American Pie.

## Biografía
Cho nació en Seúl, Corea del Sur, y se crio en Los Ángeles, California, donde su familia se estableció en 1978. Su padre era ministro en la Iglesia de Cristo. Cho estudió en la Herbert Hoover High School en Glendale, California, en 1990. Luego asistió a la Universidad de California de Berkeley, donde se graduó en 1996 con una licenciatura en Inglés BA, y posteriormente fue profesor de inglés en la Pacific Hills School, en West Hollywood, California. Está casado con la actriz Kerri Higuchi, con quien tiene un hijo, Kage, nacido en 2008, y una hija, nacida en 2013.

## Filmografía
| Año  | Título                                    | Papel                                   | Notas               |
| ---- | ----------------------------------------- | --------------------------------------- | ------------------- |
| 1997 | El mañana nunca muere                     | Ayudante #3                             |                     |
| 1997 | Shopping for Fangs                        | Clarence                                |                     |
| 1998 | Charmed                                   | Mark Chao                               | Serie de televisión |
| 1999 | American Beauty                           | Vendedor a domicilio #1                 |                     |
| 1999 | Bowfinger                                 | Limpiador del club nocturno             |                     |
| 1999 | American Pie                              | John                                    |                     |
| 2000 | Los Picapiedra en Viva Rock Vegas         | Aparcacoches en el parking              |                     |
| 2001 | American Pie 2                            | John                                    |                     |
| 2001 | Evolution                                 | Estudiante                              |                     |
| 2001 | earth vs the spider                       | Han                                     |                     |
| 2001 | Off Centre                                | Chau Presley                            | Serie de televisión |
| 2001 | Down to Earth                             | Phil Quon                               |                     |
| 2001 | Pavilion of Women                         | Fengmo Wu                               |                     |
| 2002 | Better Luck Tomorrow                      | Steve Choe                              |                     |
| 2002 | Solaris                                   | Emisario DBA #1                         |                     |
| 2002 | Big Fat Liar                              | Dustin Wong                             |                     |
| 2003 | American Wedding                          | John                                    |                     |
| 2003 | Kim Possible                              | Hirotaka (voz)                          | Serie de televisión |
| 2004 | In Good Company                           | Petey                                   |                     |
| 2004 | Harold & Kumar Go to White Castle         | Harold Lee                              |                     |
| 2004 | See This Movie                            | Larry Finkelstein                       |                     |
| 2005 | House M.D.                                | Harvey Park                             | Serie de televisión |
| 2005 | Kitchen Confidential                      | Teddy Wong                              | Serie de televisión |
| 2006 | American Dreamz                           | Frank Ittles                            |                     |
| 2006 | Bickford Shmeckler's Cool Ideas           | Tom                                     |                     |
| 2006 | Grey's Anatomy                            | Marshall Stone - Episodio "Damage Case" | Serie de televisión |
| 2007 | West 32nd                                 | John Kim                                |                     |
| 2007 | Smiley Face                               | Mikey                                   |                     |
| 2007 | How I Met Your Mother                     | Jeff Coatsworth                         | Serie de televisión |
| 2007 | Ugly Betty                                | Kenny                                   | Serie de televisión |
| 2007 | Til Death                                 | Vice Principal                          | Serie de televisión |
| 2008 | Nick and Norah's Infinite Playlist        | Hype Man                                |                     |
| 2008 | Harold & Kumar Escape from Guantanamo Bay | Harold Lee                              |                     |
| 2008 | West 32nd                                 | John Kim                                |                     |
| 2009 | Star Trek                                 | Hikaru Sulu                             |                     |
| 2009 | FlashForward                              | Demetri Noh                             | Serie de televisión |
| 2011 | A Very Harold & Kumar 3D Christmas        | Harold Lee                              |                     |
| 2012 | American Reunion                          | John                                    |                     |
| 2012 | Total Recall                              | McClane                                 |                     |
| 2012 | Sleppy hollow                             | Andy Dunn                               | Serie de televisión |
| 2013 | Go On                                     | Steven                                  | Serie de televisión |
| 2013 | Star Trek: en la oscuridad                | Hikaru Sulu                             |                     |
| 2014 | Selfie                                    | Henry Higgs                             | Serie de televisión |
| 2016 | Star Trek Beyond                          | Hikaru Sulu                             |                     |
| 2016 | El exorcista                              | Andrew "Andy" Kim                       |                     |
| 2017 | A Happening of Monumental Proportions     | Mr. Ramirez                             |                     |
| 2017 | Columbus                                  | Jin Lee                                 |                     |
| 2018 | Searching                                 | David Kim                               |                     |
| 2018 | The Oath                                  | Peter                                   |                     |
| 2019 | Wish Dragon                               | Long                                    |                     |
| 2020 | Cowboy Bebop                              | Spike Spiegel                           |                     |
| 2020 | The Grudge                                | Peter Spencer                           |                     |
| 2023 | Ghosted                                   | The Leopard                             |                     |
| 2024 | Afraid                                    | Curtis                                  |                     |